# Heliodiaptomus pulcher
Heliodiaptomus pulcher é uma espécie de crustáceo da família Diaptomidae.
É endémica da Índia.